# Miguel Vilanova
Miguel Vilanova, también conocido como Don Vilanova y anteriormente como Botafogo (Buenos Aires, 7 de febrero de 1956), es un guitarrista argentino de blues.

## Biografía
Comenzó a tocar la guitarra clásica a los nueve años, y a los doce tuvo su primera guitarra eléctrica. Su debut profesional fue a los 17 años con Pappo's Blues. A partir de allí participó en Engranaje, Avalancha (grabó un sencillo, La rusa se fue con los basureros), Carolina y Studebaker. Muchos de los ensayos de las bandas eran en el sótano de la peluquería en el cruce de las avenidas Juramento y Cabildo, en el barrio de Belgrano, Buenos Aires.
Entre 1977 y 1984 se radicó en Madrid, España, donde integró, entre otros, el grupo Cucharada (graban el álbum El limpiabotas que quería ser torero); Joaquín Sabina (graban Ruleta rusa); Antonio Flores (graban Antonio, Al caer el sol y la música para la película Colegas) y Mariscal Romero (graban Zumo de radio). Toca como Blues Band de Chuck Berry en Madrid donde el legendario músico de rock estadounidense firma la Gibson 345 de Botafogo y toca también en el Beale Street Music Festival. Asimismo tocó junto a Pappo, Micky, Ramoncín, Kevin Ayers, Whisky David y Ciro Fogliatta. A su vuelta a la Argentina forma Durazno de Gala, con quienes graba siete discos. Paralelamente integró las bandas de Rinaldo Rafanelli, Miguel Cantilo, Vitico y Javier Calamaro, además de Pappo's Blues, Las Blacanblus y Los Guarros.
En 1995 Botafogo emprende su carrera solista, que cuenta con cuatro producciones discográficas editadas por Distribuidora Belgrano Norte: Trío (1995), Botafogo y Amigos (1997), Cambios (1998) y Live in Hollywood 99 (1999).
Tanto con Pappo, con Durazno de Gala, o como solista, realizó actuaciones como soporte de B. B. King (en sus presentaciones en la Argentina en 1991, 1992, 1993, 1994 y 1995), James Cotton (1993), Guns N' Roses (1993), Carlos Santana (1993), Buddy Guy (1995), Scott Henderson (1998) y de Jeff Beck (1998). Grabó también junto a Taj Mahal (1994). Actuó como músico de Deacon Jones y de Johnny Rivers (en el canal 13 para Badía y compañía). Participó en zapadas en vivo con diversos músicos de blues que visitaran la Argentina, como Hubert Sumlin y Larry McCray.
Miguel Vilanova Botafogo participa como conductor de su programa de TV CLINICA 21 en el canal MuchMusic y su programa de Radio en super nova y radio nacional Cabecitas Negras. En la TV participó como banda con Pettinato y en su propio programa Botafogo TV en CM el canal de la Música.
En julio y agosto de 1997 Botafogo viaja a los Estados Unidos, invitado por el armoniquista Bruce Ewan, presentándose en Twist & Shouts de Washington D. C., compartiendo el escenario con la Carey Bell Chicago Blues Band. Anunciado como el "gran bluesman argentino" y acompañado por Iko-Iko Rhythm & Blues Band, mostró su talento en Miami, tocando en Tabacco Road. Terminó su estadía en un lugar mítico del blues, Chicago, donde se presentó en Legends, el club de blues de Buddy Guy, y finalmente en Blues Etcetera.
A mediados de 1999 encara una gira por Japón. Acompañado por el bajista Gustavo Gregorio, el australiano Alan Tilsley en guitarra rítmica y el japonés Hideo Ono en batería, se presentan en las ciudades de Tokio, Osaka, Kioto, Nakamura, Kochi, Takamatsu, Nagoya y Tokushima. De regreso, realiza una escala para registrar Live in Hollywood en el Jacks Sugar Shack del Hollywood Boulevard, en Los Ángeles, el 14 de julio de ese año. Botafogo estuvo acompañado por el organista Deacon Jones, arquetipo del bluesman norteamericano. La banda la completaron Paul Eckman en bajo y el baterista argentino Fabián Jolivet.
A comienzos de 2000 regresó a oriente para encarar una segunda gira por Japón, visitando las ciudades anteriores más Fukuchiyama, Kumamoto, Hiroshima, Matsuyama y Kōchi. Precisamente en esta ciudad, ubicada en la isla de Shikoku, graba En vivo en Japón, con 18 temas, entre los cuales se destacan dos cantados por el propio Botafogo en japonés.
Miguel Vilanova Botafogo en el 2001 toca en dos shows de telonero de Eric Clapton con músicos locales Chilenos, se presentó junto 
legendario músico de Blues Eric Clapton donde Botafogo fue invitado y galardonado por la leyenda del blues Eric Clapton en su Live On Tour One More Car, One More Rider. 
En 2004 Don Vilanova, un disco de 16 temas, 12 de los cuales son de su propia autoría. Con la producción artística de Botafogo y de su hijo Andrés Vilanova, quien también es responsable de las baterías, cuenta con la participación de Germán Weidemer en teclados, Cristina Dall y su hija Laila Vilanova en piano, José Balé en percusión, Miguel A. Talarita en trompeta, Martín Laurino en trombón, Dante Medina en saxofón y Fabricio Rodríguez en armónica.
En 2005 recibió el Premio Konex - Diploma al Mérito como uno de los mejores instrumentistas de la década en Argentina.
Por cuestiones legales, a comienzos de 2008 "Botafogo" anunció que cambiaría su nombre artístico a "Don Vilanova".
Ese mismo año, editó el disco Adiós Botafogo, bienvenido Don Vilanova.
A fines de 2011, publicó su segundo material bajo el nuevo nombre artístico. Se trata de Don Vilanova y sus secuaces, del cual participaron artistas como Emmanuel Horvilleur y La Mississippi, entre otros.
Miguel Vilanova cumplió en 2023 los 50 años con la música de Blues y Rock argentino. Su debut como músico junto a Pappo el 28 de diciembre de 1973 marco su carrera como blusmen argentino y músico latino en todo el mundo.
En septiembre de 2023 fue nombrado Personalidad Destacada en la Cultura Argentina en la legislatura porteña.
El 28 de diciembre de 2023 festejó en Rondeman Abasto sus 50 aniversario con la música, con músicos invitados: Criastina Dall, Daniel Raffo, Fanta, Pablo Meda, Ciro Fogliatta entre otros, con la producción de Jorge Ballester, Manager de Don Vilanova Botafogo.

## Discografía

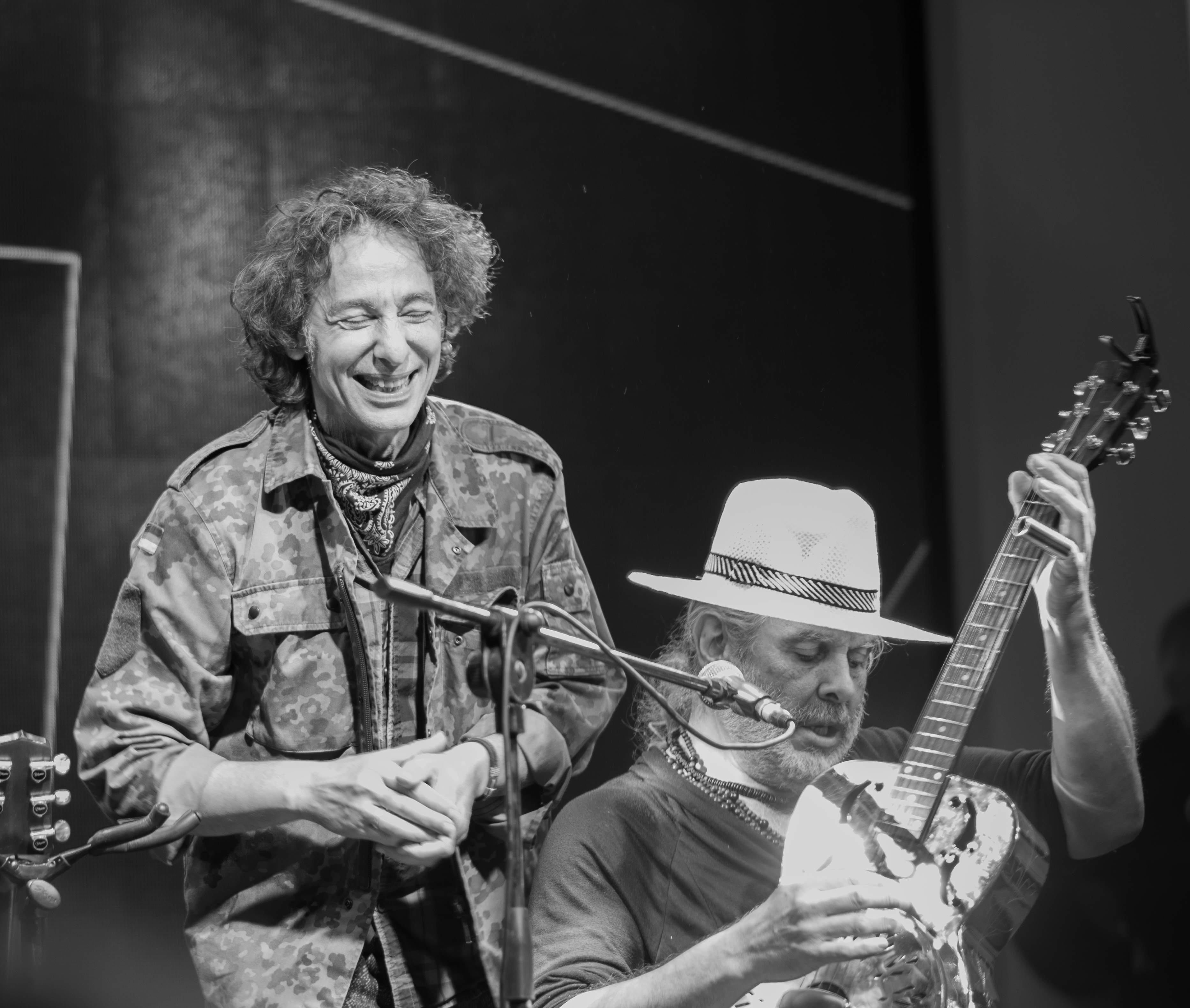
Botafogo y Javier Calamaro en 2020.

### Como solista
- Botafogo XPress - Trío (1995)
- Botafogo y amigos Vol. 1 (1997)
- UCambios (1998)
- Live in Hollywood 99 - Solo/blues acústico (2 CDs, 1999)
- En vivo en Japón (2000)
- Blues, Blues, Blues y más Blues c/ Bruce Ewan (vivo) (2002)
- Don Vilanova (2004)
- Adiós Botafogo, Bienvenido Don Vilanova (2009)
- Botafogo y amigos Vol. 2 (U CAMBIOSjuk)
- Don Vilanova y sus Secuaces (2011)
- Blues de Corazón (2013)
- Blues Electroacústico (2014)
- Aryentain Blus Selebreishon (2018)
- Blues por los bares de las islas de Japón (vivo) (2018)
- Hereje (2022)
- Serendipia (2024)

## Discografía externa
- El limpiabotas que quería ser torero - Cucharada (1979)
- Zumo de radio - Mariscal Romero (1980)
- Al caer el sol - Antonio Flores (1981)
- película Colegas - Antonio Flores (1982)
- Ruleta rusa - Joaquín Sabina (1984)
- Rhythm & Blues - Durazno de Gala (1990) en vivo
- Sacale el jugo -Durazno de Gala(1992)
- Noche de Blues - Durazno de Gala (1993)
- Una vieja historia - Durazno de Gala(1994)
- Piratas - Durazno de Gala1987-1989 (1997)

## Edicón de libros blues maestro
- 6 Cuerdas de Blues
- Mas 6 Cuerdas de Blues
- Armonía para 6 Cuerdas
- La Banda y Yo
- Mas Blues
- Pentatónicas usos e ideas
- Práctica diaria
- Blues para guitarra y blues acústico
- Bajo blues
- Colección Tríadas libros 1, 2 y 3
- intervalos Libros 1, 2, 3, 4,5,6 y 7